# Gunnar Ekström (1859–1950)

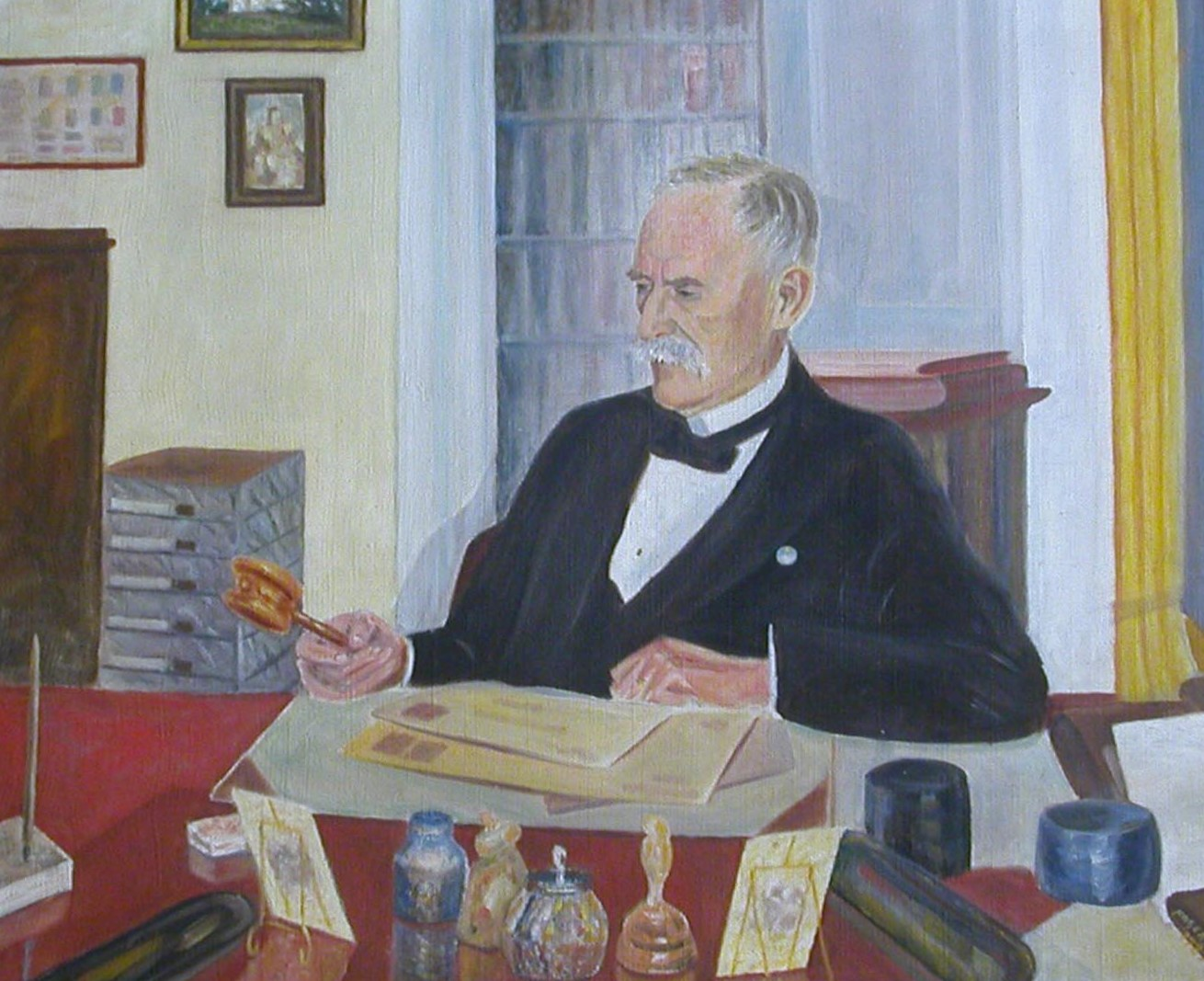
Gunnar Ekström.

Gunnar Ekström, född 7 november 1859 i Gunnilbo socken, Västmanlands län, död 30 november 1950 i Falun, var en svensk präst. Han var far till Gunnar Ekström.
Ekström avlade teoretisk teologisk examen vid Uppsala universitet 1885. Han blev kyrkoherde i Falu Kristine och Stora Kopparbergs församlingar 1909 och kontraktsprost i Falu kontrakt 1911. Ekström promoverades till teologie doktor i Uppsala 1917. Han var ledamot av prästlöneregleringskommittén 1898–1903 och av kyrkomötena 1903–1936. 
Ekström utgav bland andra verk Homiletisk behandling af böndagstexter (1897–1944, från 1922 tillsammans med Karl Hult), prästmötesavhandlingen Om prästernas studier (1920) samt en rad skrifter i psalmboksfrågan. Han blev ledamot av Vasaorden 1907 och av Nordstjärneorden 1915 samt kommendör av andra klass av Vasaorden 1931. Gunnar Ekström vilar på Hästbergs kyrkogård i Falun.